# Ковалёв, Владимир Алексеевич
Владимир Алексеевич Ковалёв (28 июня 1935, Шахты, Ростовская область — 15 августа 1999, Минусинск) — советский геолог, поэт, краевед, директор Минусинского краеведческого музея (1971—1999).

## Биография
В 1958 г. окончил геологический факультет Ростовского государственного университета. В 1958—1967 гг. работал в Минусинской комплексной экспедиции Красноярского геологического управления — в Куртушебинской, Казырской геолого-разведочных партиях, Саянской аэро-геофизической партии.
В 1967—1971 гг. — сотрудник Красноярского отделения Сибирского научно-исследовательского института геологии, геофизики и минерального сырья (КО СНИИГГИМС).
Увлекался историей Красноярского края, Хакасии, Минусинской котловины. Активно выступал в печати, на радио. На телевидении Хакасии вел передачу «Тропами первых исследователей». Писал стихи.
1 июля 1971 назначен директором Минусинского краеведческого музея, который возглавлял до конца жизни. «Вторым Мартьяновым» - его называли музейные работники. Автор многих научных работ по истории музея, краеведению. Создал сеть филиалов – открыт музей декабристов, планировалось открыть литературно-художественный музей. Разработал новую концепцию музея, провёл его реконструкцию, заложил основы учётно-хранительской работы.

### Избранные публикации
- Ковалёв В. А., Ермолаева Л. Н., Шадрина И. Е. Минусинск. — Красноярск: Кн. изд-во, 1986. — 181 с. — (Города Красноярского края). — 10 000 экз.

## Награды
- Заслуженный работник культуры Российской Федерации (1993)
- Почётный гражданин г. Минусинска (1996).

## Память
Именем Ковалёва названа улица в новой части Минусинска.